# تیاگو یورگی هونوریو
تیاگو یورگی هونوریو (به پرتغالی: Tiago Jorge Honório) مهاجم اهل برزیل است که در شهر Americana و در تاریخ ۴ دسامبر ۱۹۷۷ به دنیا آمده‌است.
تیاگو یورگی هونوریو در تیم‌های فوتبال União Barbarense سابقهٔ حضور دارد.